# محصر ألفا-1
محصرات ألفا-1 (بالإنجليزية: Alpha-1 blocker)‏ وتسمى كذلك (العوامل الحاصرة لمستقبلات ألفا الأدرينالية) هي مجموعة من العقاقير التي تخفض من تأثير مستقبلات ألفا-1 الأدرينالينية. وتُستخدم أساسا في معالجة تضخم البروستات الحميد (BPH)، ارتفاع ضغط الدم واضطراب الكرب التالي للصدمة النفسية. تتواجد مستقبلات ألفا-1 الأدرينالية في العضلة الملساء الحويصلية، الجهاز العصبي المركزي وأنسجة أخرى. حين ترتبط محصرات ألفا بهذه المستقبلات في العضلة الملساء الحويصلية فإنها تسبب التوسيع الوعائي.
خلال الأربيعين سنة الأخيرة، طُوِّرت مجموعة متنوعة من العقاقير من مناهضات ألفا-1 غير انتقائية إلى مناهضات ألفا-1 الانتقائية والناهضات العكسية لألفا-1. أول عقار تم استخدامه كان حاصر ألفا غير انتقائي سُمي فينوكسي بنزامين واستُعمل لعلاج تضحم البروستات. حاليا، تتوفر العديد من محصرات ألفا1- الانتقائية نسبيا، واعتبارا من 2018 برازوسين هو حاصر ألفا-1 الوحيد الذي يُعرف أن يعمل كناهضة عكسية لجميع مستقبلات ألفا-1 الإدرينالية الفرعية، في حين أن تامسولوسين هو مناهضة انتقائية لجميع مستقبلات ألفا-1 الفرعية. العقاقير التي تعمل كناهضات انتقائية لمستقبلات ألفا-1 فرعية أدرينالية محددة تم تطويرها كذلك.

## الاستخدامات الطبية

### تضخم البروستات الحميد
تضخم البروستات الحميد هو تضخم غدة البروستاتا. حاصرات ألفا -1 هي أكثر الأدوية استخدامًا لعلاج تضخم البروستات الحميد. حاصرات ألفا -1 هي خط العلاج الأول لأعراض تضخم البروستات الحميد لدى الرجال. تم إثبات كل من دوكسازوسين وتيرازوسين والفوزوسين وتامسولوسين راسخة في العلاج لتقليل أعراض المسالك البولية المنخفضة الناتجة عن تضخم البروستات الحميد. يُعتقد أنهم جميعًا فعالون بالمثل لهذا الغرض. لا ينصح باستخدام حاصرات ألفا -1 من الجيل الأول، مثل البرازوسين، لعلاج أعراض المسالك البولية السفلية بسبب تأثيرها في خفض ضغط الدم. تستخدم أدوية الجيل اللاحق في هذه الفئة لهذا الغرض. في بعض الحالات، تم استخدام حاصرات ألفا -1 في العلاج المشترك مع حاصرات إنزيم مثبط مختزلة الألفا-5. دوتاستيريد وتامسولوسين موجودان في السوق كعلاج مشترك وقد أظهرت النتائج أنهما يحسنان الأعراض بشكل ملحوظ مقابل العلاج الأحادي.

### ارتفاع ضغط الدم
تستخدم حاصرات ألفا -1 كخط علاج ثانٍ لارتفاع ضغط الدم. لا يُعتقد أنها جيدة كخط العلاج الأول نظرًا لوجود عوامل أخرى أكثر انتقائية، على الرغم من أنها يمكن أن تكون جيدة لعلاج الرجال المصابين بارتفاع ضغط الدم وتضخم البروستات الحميد. لقد ثبت أن دوكسازوسين يحسن أعراض تضخم البروستاتا الحميد لدى كبار السن ويقلل من ضغط الدم في نفس الوقت. يعتبر كل من تضخم البروستاتا الحميد وارتفاع ضغط الدم شائعًا جدًا لدى الرجال فوق سن 60 عامًا.

### اضطراب ما بعد الصدمة والكوابيس
اضطراب ما بعد الصدمة هو حالة تؤدي إلى الإعاقة والتي يمكن أن تحدث بعد نوع من الصدمة التي تهدد الحياة. إنه شائع في الجنود المحاربين الذين عانوا من نوع من الصدمات. يشيع استخدام برازوسين كمضاد لارتفاع ضغط الدم، ولكن نظرًا لأن نشاط ألفا-1 الأدرينالي مرتبط بالخوف والاستجابات المفاجئة، فإنه يرى استخدامه كعلاج لاضطراب ما بعد الصدمة. تم إستخادم برازوسين كمضاد لمستقبلات ألفا-1 الأدرينالية بشكل فعال وآمن مركزيًا. يمكن استخدامه لعلاج كوابيس الصدمة واضطراب النوم واضطراب ما بعد الصدمة المزمن.

## قائمة
| مثبط ألفا 1 | البنية | الإستخدام                                       | الانتقائية |
| ----------- | ------ | ----------------------------------------------- | ---------- |
| برازوسين    |        | ارتفاع ضغط الدم واضطراب ما بعد الصدمة والكوابيس | ألفا 1     |
| تيرازوسين   |        | ارتفاع ضغط الدم وتضخم البروستاتا الحميد         | ألفا 1     |
| دوكسازوسين  |        | ارتفاع ضغط الدم وتضخم البروستاتا الحميد         | ألفا 1     |
| سيلودوسين   |        | تضخم البروستاتا الحميد                          | ألفا 1 أ   |
| ألفوزوسين   |        | تضخم البروستاتا الحميد                          | ألفا 1 أ   |
| تامسولوسين  |        | تضخم البروستاتا الحميد                          | ألفا 1 أ   |

## آلية العمل

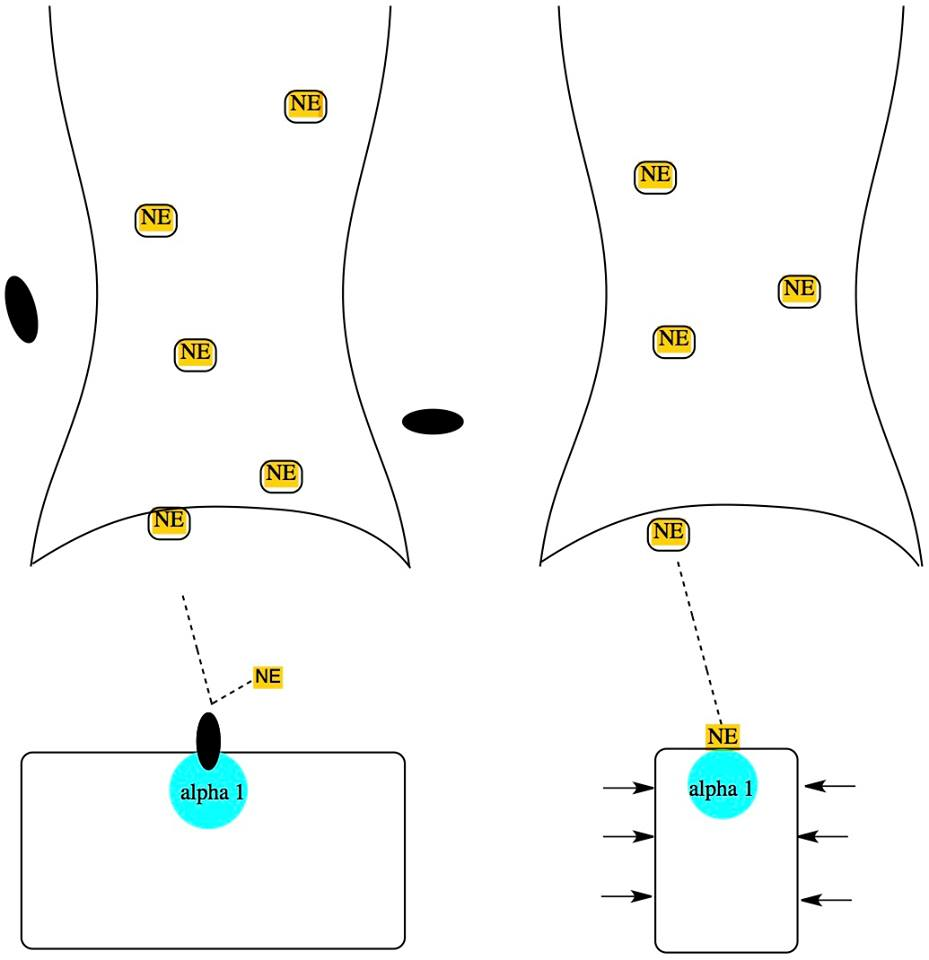
تمنع حاصرات ألفا 1 النوربينفرين من دخول العضلات الملساء وتمنع الانقباض.
تمنع حاصرات ألفا 1 تنشيط مستقبلات ألفا 1 بعد التشابك العصبي عن طريق النوربينفرين وبالتالي تعارض تقلص الأوعية الدموية. حاصرات ألفا -1 ليس لها تأثير على إطلاق الرينين أو إخراج القلب.

### تضخم البروستات الحميد
حاصر ألفا 1، يمنع مستقبلات ألفا ويريح العضلات الملساء في المثانة. يساعد على تدفق البول بسلاسة ويمكن أن يخفف الألم الناتج عن ضغط المثانة على البروستات. حاصرات ألفا -1 الانتقائية يمكن تحملها بشكل أفضل من حاصرات ألفا غير الانتقائية في الجسم، وبالتالي فهي تعمل بشكل أفضل على تضخم البروستاتا الحميد. يعتبر تيرازوسين و تامسولوسين و دوكسازوسين من الأدوية الرئيسية لمضادات البروستاتا الحميد لأنها تتميز بعمر نصفي طويل وصياغة معدلة. يستخدم تامسولوسين في المقام الأول لأنه لا يؤثر على ضغط الدم والآثار الجانبية لتوسيع الأوعية قليلة.

### ارتفاع ضغط الدم
يخفض حاصرات ألفا 1 ضغط الدم عن طريق منع مستقبلات ألفا 1 بحيث لا يتمكن النوربينفرين من ربط المستقبلات، مما يتسبب في تمدد الأوعية الدموية. بدون المقاومة في الأوعية الدموية، يجري الدم بحرية أكبر. حاصرات ألفا -1 لها تأثير جيد على البروتينات الدهنية في البلازما ومقاومة الأنسولين وتؤدي إلى انخفاض مستويات الجلوكوز في الدم. 